# Favia fragum
Favia fragum är en korallart som först beskrevs av Eugen Johann Christoph Esper 1795.  Favia fragum ingår i släktet Favia och familjen Faviidae. IUCN kategoriserar arten globalt som livskraftig. Inga underarter finns listade i Catalogue of Life.